# Chicago Fire (4.ª temporada)
A quarta temporada da série de televisão dramática estadounidense Chicago Fire foi encomendada em 5 de fevereiro de 2015 pela NBC, estreou em 13 de outubro de 2015 e foi finalizada em 17 de maio de 2016, contando com 23 episódios. A temporada foi produzida pela Universal Television em associação com a Wolf Entertainment, com Derek Haas, Michael Brandt e Matt Olmstead como produtores e com Dick Wolf como produtor executivo. A temporada foi ao ar na temporada de transmissão de 2015-16 às noites de terça-feira às 22h00, horário do leste dos EUA.
Essa é a primeira temporada a não contar com o membro do elenco original Charlie Barnett como Peter Mills, bem como é a primeira temporada a contar com Steven R. McQueen como Jimmy Borelli no elenco principal. É também a primeira e única temporada a contar com Dora Madison como Jessica "Chili" Chilton no elenco principal, visto que ela participou de 3 episódios da temporada passada como atriz convidada e fez sua última aparição no décimo quarto episódio dessa temporada.
A quarta temporada estrela Jesse Spencer como Tenente Matthew Casey, Taylor Kinney como Tenente Kelly Severide, Monica Raymund como Bombeira Gabriela Dawson, Kara Killmer como paramédica Sylvie Brett, David Eigenberg como Bombeiro Christopher Hermann, Yuri Sardarov como Bombeiro Brian "Otis" Zvonecek, Joe Minoso como Bombeiro Joe Cruz, Christian Stolte como Bombeiro Randy "Mouch" McHolland, Dora Madison como paramédica Jessica "Chili" Chilton, Steven R. McQueen como Candidato a bombeiro Jimmy Borelli e Eamonn Walker como Chefe de Batalhão Wallace Boden.
A temporada terminou com uma audiência média de de 10.47 milhões de telespectadores e ficou classificada em 31.º lugar na audiência total e classificada em 24.º no grupo demográfico de 18 a 49 anos.

## Enredo
O show explora a vida, tanto profissional quanto pessoal, dos bombeiros, equipes de resgate e paramédicos do Corpo de Bombeiros de Chicago no fictício Quartel 51, lar do fictício Carro Pipa 51, Viatura 81, Esquadrão de resgate 3, Batalhão 25 e Ambulância 61.

## Elenco e personagens

### Principal
- Jesse Spencer como Tenente Matthew Casey
- Taylor Kinney como Tenente Kelly Severide
- Monica Raymund como Bombeira Gabriela Dawson
- Kara Killmer como paramédica Sylvie Brett
- David Eigenberg como Bombeiro Christopher Hermann
- Yuri Sardarov como Bombeiro Brian "Otis" Zvonecek
- Joe Minoso como Bombeiro Joe Cruz
- Christian Stolte como Bombeiro Randy "Mouch" McHolland
- Dora Madison como paramédica Jessica "Chili" Chilton[a]
- Steven R. McQueen como Candidato a bombeiro Jimmy Borelli
- Eamonn Walker como Chefe de Batalhão Wallace Boden

| - Randy Flagler como Harold Capp - DuShon Brown como Connie - Brian J. White como Dallas Patterson - Miranda Rae Mayo como Stella Kidd - Robyn Coffin como Cindy Herrmann - Fredric Lehne como Ray Riddle - Ralph Rodriguez como Freddie Clemente - Rachel Nichols como Jamie Killian - Melissa Ponzio como Donna Boden - Armand Schultz como Colin Becks - Guy Burnet como Grant Smith | - Andy Ahrens como Danny Borrelli - Susannah Flood como Athena Bailey-Johnson - Tom Amandes como Detetive Ryan Wheeler - Ilfenesh Hadera como Serena Holmes - Liza J. Bennett como Alex Ward - Holly Robinson Peete como Tamara Jones - Brandon Jay McLaren como Danny Booker - Jenny Mollen como Detetive Bianca Holloway - Lauren Stamile como Susan Weller - Eric Mabius como Jack Nesbitt - Gordon Clapp como Bill Orlovsky - Barbara Eve Harris como Emma Crowley - Maxwell Jenkins como J.J. Holloway |

### Crossover
- Jason Beghe como Sergento Hank Voight (De Chicago P.D.)
- Jon Seda como Detetive Antonio Dawson (De Chicago P.D.)
- Patrick John Flueger como Adam Ruzek (De Chicago P.D.)
- Marina Squerciati como Kim Burgess (De Chicago P.D.)
- LaRoyce Hawkins como Kevin Atwater (De Chicago P.D.)
- Amy Morton como Trudy Platt (De Chicago P.D.)
- Brian Geraghty como Sean Roman (De Chicago P.D.)
- Elias Koteas como Detetive Alvin Olinsky (De Chicago P.D.)
- Nick Gehlfuss como Doutor Will Halstead (De Chicago Med)
- Yaya DaCosta como April Sexton (De Chicago Med)
- Rachel DiPillo como Sarah Reese (De Chicago Med)
- Colin Donnell como Doutor Connor Rhodes (De Chicago Med)
- Brian Tee como Doutor Ethan Choi (De Chicago Med)
- Marlyne Barrett como Maggie Lockwood (De Chicago Med)
- Oliver Platt como Doutor Daniel Charles (De Chicago Med)

Notas
1. ↑  Madison é creditada de 4.01 a 4.14

## Episódios
| N.º na série | N.º na temp. | Título                       | Dirigido por       | Escrito por                                                                                | Exibição original       | Audiência (milhões) |
| --- | ------------ | ---------------------------- | ------------------ | ------------------------------------------------------------------------------------------ | ----------------------- | ------------------- |
| 70 | 1            | "Let It Burn"                | Joe Chappelle      | Andrea Newman & Michael Gilvary                                                            | 13 de outubro de 2015   | 7.37                |
| Casey é colocado em uma situação perigosa enquanto trabalha disfarçado para derrubar uma rede de tráfico que está sendo executada no clube de Nesbitt. A alta rotatividade do elenco resulta em uma surpresa desagradável para Severide. Em outros eventos, Dawson reconhece que sua vida está prestes a mudar; um novo candidato causa uma primeira impressão incomum; e moradores se unem para protestar contra um covil de drogas em seu bairro. |              |                              |                    |                                                                                            |                         |                     |
| 71 | 2            | "A Taste of Panama City"     | Sanford Bookstaver | Tiller Russell                                                                             | 20 de outubro de 2015   | 7.64                |
| Após o anúncio da gravidez, Dawson é forçada a ficar atrás de uma mesa para investigar incêndios. Enquanto isso, Severide luta com seu novo papel, e Casey continua sua investigação sobre Nesbitt. Além disso, o Molly's está ameaçado de fechamento após uma reclamação de barulho. |              |                              |                    |                                                                                            |                         |                     |
| 72 | 3            | "I Walk Away"                | Tom DiCillo        | Sarah Kucserka & Veronica West                                                             | 27 de outubro de 2015   | 7.80                |
| O 51 recebe um chamado no mesmo bairro conturbado de um homem com um pé esmagado que leva à esposa da vítima, dando a Boden evidências do incidente anterior que poderia limpar o nome de Boden. Enquanto isso, o irmão do candidato Jimmy Borrelli se intromete na tentativa de fazê-lo se mudar para um quartel diferente. Dawson faz uma investigação de incêndio criminoso que coloca Boden em apuros. Além disso, Brett se apega a um chamado anterior. Dawson de repente sofre de dor abdominal e desmaia. |              |                              |                    |                                                                                            |                         |                     |
| 73 | 4            | "Your Day Is Coming"         | Reza Tabrizi       | Jill Weinberger                                                                            | 3 de novembro de 2015   | 8.11                |
| Dawson é levada às pressas para uma cirurgia de emergência após seu colapso, o que resulta na perda do bebê, deixando ela e Matt devastados. Em homenagem a Dawson, Severide e Boden procuram ajudar a fechar seu caso de incêndio criminoso. Além disso, depois que o Molly's recebe um aviso de fechamento após uma violação do código, Borrelli procura a ajuda de um de seus amigos de construção para ajudá-lo a reabri-lo. |              |                              |                    |                                                                                            |                         |                     |
| 74 | 5            | "Regarding This Wedding"     | Joe Chappelle      | Michael A. O'Shea                                                                          | 10 de novembro de 2015  | 8.15                |
| O 51 recebe um chamado para um incêndio em uma casa onde um casamento estava prestes a acontecer, mas o noivo é levado às pressas para o hospital tentando salvar sua noiva. Mais tarde, Dawson, Brett e Chili têm a ideia de sediar o casamento no quartel, com a qual o chefe Boden não concorda. Enquanto isso, Dawson é liberada para voltar ao trabalho como bombeira, mas Riddle diz a ela que não quer que ela o faça. Além disso, a liderança de Boden é questionada por Riddle. Severide e Patterson lutam dentro e fora do quartel, deixando todos preocupados com o futuro de Severide no 51. |              |                              |                    |                                                                                            |                         |                     |
| 75 | 6            | "2112"                       | Holly Dale         | Ian McCulloch                                                                              | 17 de novembro de 2015  | 7.95                |
| As tensões só pioram entre Patterson e Severide quando Severide faz uma ligação em um trabalho sem seu consentimento, fazendo com que Patterson questione o futuro de Severide no 51. Enquanto isso, enquanto Borelli e Chili levam seu romance para o próximo nível, Cruz recebe a visita de um de seus antigos membros da gangue do irmão Leon. Além disso, Mouch recebe ingressos de um dos membros da banda de rock Rush e Boden e sua esposa Donna dão as boas-vindas a uma nova vizinha que acaba sendo excessivamente amigável. |              |                              |                    |                                                                                            |                         |                     |
| 76 | 7            | "Sharp Elbows"               | Dan Lerner         | Tiller Russell & Liz Alper & Ally Seibert                                                  | 24 de novembro de 2015  | 7.34                |
| Boden pode enfrentar acusações de agressão criminal após um incidente com sua vizinha, que leva Voight a ajudar. Enquanto isso, as tensões continuam com o capitão Patterson, o que leva o pai de Severide a obter informações que podem derrubar Patterson. Além disso, Chili e Borelli continuam seu romance, Otis convida Brett para a gala do Corpo de Bombeiros de Chicago e Cruz ajuda um velho amigo. |              |                              |                    |                                                                                            |                         |                     |
| 77 | 8            | "When Tortoises Fly"         | Haze Bergeron      | Michael Gilvary                                                                            | 1 de dezembro de 2015   | 8.62                |
| A situação de Boden vai de mal a pior depois que Donna confronta sua vizinha, que mais tarde é dada como desaparecida. Detetive Wheeler faz um procura em sua casa. Um procurador do estado passa no 51 para ver Boden sobre o caso Maddox. Essa conversa coloca Boden na possibilidade de que Maddox é quem está armando para ele, o que mais tarde é confirmado quando Boden o confronta. Durante um chamado, Hermann resgata uma tartaruga que ele acreditava ser um "robô". Mouch gosta do animal que eles descobrem pertencer a uma pessoa a quem Chili e Brett foram chamadas. Outro chamado mostra a viatura e o esquadrão lidando com uma pessoa presa no sistema de ventilação de uma academia local. Ele tenta escapar do telhado, mas é abordado por Severide. Chili está atrasada e recebe o "golpe um" de Boden. Jimmy mais tarde encontra o apartamento de Chili em desordem e ela parece estar embriagada. Quando ele pergunta o que está acontecendo, ela evita o assunto seduzindo-o. Após o turno no Molly's, a equipe relaxa até Wheeler aparecer e prender oficialmente Boden. |              |                              |                    |                                                                                            |                         |                     |
| 78 | 9            | "Short and Fat"              | Joe Chappelle      | Michael Brandt & Derek Haas                                                                | 8 de dezembro de 2015   | 9.13                |
| Após a prisão de Boden, Patterson é promovido a chefe do Corpo de Bombeiros 51 para desgosto de todos. Mais tarde, Patterson estabelece novas regras para a casa que deixa todos desconfortáveis, especialmente Chili e Borelli. Enquanto isso, Severide continua a ajudar a fortalecer o caso de Boden. Ao encontrar a mulher que armou para Boden, a polícia faz com que ela conte tudo. Patterson, depois de ver a tripulação de 51 desarmar uma situação perigosa envolvendo um vazamento de tanque de hidrogênio, voluntariamente restaura o comando de 51 para Boden. Ele também fala sobre o intrometido Chefe do Distrito Riddle. Durante uma festa de comemoração no Molly's, Hermann é esfaqueado. |              |                              |                    |                                                                                            |                         |                     |
| 79 | 10           | "The Beating Heart"          | Reza Tabrizi       | Andrea Newman                                                                              | 5 de janeiro de 2016    | 7.43                |
| Hermann é levado às pressas para o Chicago Med depois de ser esfaqueado no Molly's pelo jovem membro de gangue que ele tentou resgatar daquela vida. Depois de perder muito sangue, é determinado que ele precisa de uma cirurgia de emergência. Sentindo-se culpado pelo estado atual de Hermann, Cruz procura Freddy para entregá-lo. Severide é reintegrado como tenente enquanto Borelli fica mais preocupado com o comportamento errático de Chili. Mouch considera finalmente propor casamento a Platt. Esse episódio começa um crossover com Chicago Med e Chicago P.D. que continua em "Malignant" e se conclui em "Now I'm God". |              |                              |                    |                                                                                            |                         |                     |
| 80 | 11           | "The Path of Destruction"    | Drucilla Carlson   | Sarah Kucserka & Veronica West                                                             | 19 de janeiro de 2016   | 8.16                |
| A cidade de Chicago se prepara para um tornado perigoso. Enquanto isso, Hermann retorna ao 51 após seu susto de saúde, mas sua esposa acha que é muito cedo para ele retornar. O comportamento errático de Chili continua, e ela quase mata uma vítima durante um chamado. Mais tarde, o tornado atinge um bairro de Chicago. É o bairro de Hermann e cresce a preocupação com a segurança de sua família. Além disso, Dawson ajuda Otis a arranjar um encontro. |              |                              |                    |                                                                                            |                         |                     |
| 81 | 12           | "Not Everyone Makes It"      | Reza Tabrizi       | Tiller Russell                                                                             | 26 de janeiro de 2016   | 8.46                |
| Brett recorre a Boden pelo comportamento errático de Chili, que pode custar seu emprego. Enquanto isso, Hermann testemunha contra Freddy sobre seu esfaqueamento quase fatal. Além disso, Casey ajuda no abrigo para sem-teto após a devastação do tornado. Severide ajuda um agente em um caso de homicídio. |              |                              |                    |                                                                                            |                         |                     |
| 82 | 13           | "The Sky Is Falling"         | Joe Chappelle      | Michael Brandt & Michael A. O'Shea                                                         | 2 de fevereiro de 2016  | 8.18                |
| O comportamento errático de Chili atinge outro nível quando ela pede ao Chefe Boden para transferir Brett para outro quartel depois que Brett descobre que o comportamento de Chili a afetou em outro quartel. Enquanto isso, o 51 se prepara para uma ameaça terrorista em Chicago. Chili revela a raiz de seu problema com a bebida: sua dor pela morte por overdose de sua irmã desaparecida. Em outro lugar, Hermann inscreve Borelli para uma luta de boxe beneficente com a polícia e Casey investiga o dinheiro perdido da arrecadação de fundos que deveria ajudar os cidadãos do tornado. |              |                              |                    |                                                                                            |                         |                     |
| 83 | 14           | "All Hard Parts"             | Sanford Bookstaver | Jill Weinberger                                                                            | 9 de fevereiro de 2016  | 8.13                |
| Severide confronta Chili sobre seu comportamento errático e problema com a bebida, o que leva Boden a forçá-la a sair do 51. Enquanto isso, Borelli e Antonio lutam no ringue de boxe. Além disso, Casey considera concorrer a vereador. |              |                              |                    |                                                                                            |                         |                     |
| 84 | 15           | "Bad For the Soul"           | Jann Turner        | Andrea Newman & Michael Gilvary                                                            | 16 de fevereiro de 2016 | 7.53                |
| Severide e Cruz investigam um chamado em um quartel que pode não ser um acidente. Enquanto isso, após a rescisão de Chili, Borelli é transferido para a ambulância 61 depois que uma regra do sindicato o expulsa do caminhão. Além disso, Casey concorre oficialmente a vereador e pede ajuda a todos do 51. Além disso, uma nova bombeira, Stella Kidd é apresentada como a novo membro do Caminhão 81. |              |                              |                    |                                                                                            |                         |                     |
| 85 | 16           | "Two Ts"                     | Reza Tabrizi       | Derek Haas & Ian McCulloch                                                                 | 23 de fevereiro de 2016 | 7.80                |
| A candidatura de Casey a vereador sofre uma reviravolta quando os outdoors sobre sua vida pessoal sobem. Enquanto isso, Brett e Borelli investigam um possível caso de sequestro com a ajuda do oficial Sean Roman e da enfermeira Maggie Lockwood. Além disso, os caras do 51 tentam dar uma despedida de solteiro a Mouch, mas o meio-irmão de Trudy se encarrega disso. É revelado que Severide e Kidd tiveram um passado estranho. |              |                              |                    |                                                                                            |                         |                     |
| 86 | 17           | "What Happened to Courtney"  | Jeffrey Hunt       | História por : Matt Olmstead Roteiro por : Liz Alper & Ally Seibert                        | 29 de março de 2016     | 8.66                |
| Um corpo em decomposição é encontrado preso em uma chaminé e Severide suspeita que possa ser uma criança desaparecida. Enquanto isso, a campanha de Casey sofre um pequeno problema quando seu oponente o critica por querer ser bombeiro e vereador ao mesmo tempo, e Dawson dá uma festa para Casey no Molly's. |              |                              |                    |                                                                                            |                         |                     |
| 87 | 18           | "On the Warpath"             | Joe Chappelle      | Sarah Kucserka & Veronica West                                                             | 5 de abril de 2016      | 7.68                |
| Brett é assaltada e sua identidade roubada durante um chamado. Enquanto isso, Casey tem sua primeira semana como vereador eleito, Mouch começa a ficar com os pés frios quando seu casamento se aproxima. Além disso, Otis começa a se arrepender de não ter convidado Brett para sair. |              |                              |                    |                                                                                            |                         |                     |
| 88 | 19           | "I Will Be Walking"          | Sanford Bookstaver | Tiller Russell                                                                             | 19 de abril de 2016     | 8.17                |
| Casey lida com questões de Alderman relacionadas a um garoto que está sendo criticado pelas atividades de gangue de seu irmão. Kidd e Herman têm uma Olimpíada de Bar para ver quem é o melhor gerente de bar. Além disso, Otis tem hematomas nas costas e no quadril e vai ao Dr. Halstead para verificar. Além disso, Severide lida com o filho da detetive Holloway, que ela continua deixando no quartel, apesar de seu aparente desinteresse pelos bombeiros. Mais tarde, o quartel responde a um incêndio de destilaria. Além disso, Jimmy tem uma situação embaraçosa com um paciente. |              |                              |                    |                                                                                            |                         |                     |
| 89 | 20           | "The Last One for Mom"       | Fred Berner        | História por : Matt Olmstead Roteiro por : Gwen Sigan                                      | 26 de abril de 2016     | 8.22                |
| Severide é forçado a uma situação difícil quando a detetive Holloway é baleada e morta e seu filho está no quartel aos seus cuidados. Enquanto isso, Casey recebe um suborno pelo correio e imediatamente o entrega à polícia, mas depois enfrenta o Conselho de Ética. Além disso, Brett descobre que Otis não quer saber seu diagnóstico e Cruz se sente culpado em um chamado. |              |                              |                    |                                                                                            |                         |                     |
| 90 | 21           | "Kind of a Crazy Idea"       | Joe Chappelle      | Andrea Newman & Michael Gilvary                                                            | 3 de maio de 2016       | 7.79                |
| Dawson começa a se apegar a um filho adotivo depois de salvá-lo após um último chamado. Enquanto isso, Severide procura atualizações para o 51, mas está batendo nas paredes e pede ajuda política a Casey. Além disso, Brett e Cruz trazem a avó de Otis para convencê-lo a ir ao hospital temendo o pior e Kidd apresenta ideias para Molly's. |              |                              |                    |                                                                                            |                         |                     |
| 91 | 22           | "Where the Collapse Started" | Sanford Bookstaver | Sarah Kucserka & Veronica West                                                             | 10 de maio de 2016      | 7.98                |
| Boden faz um chamado de vida ou morte em uma cena de colapso de um prédio. O irmão de Jimmy fique preso no prédio e Jimmy quer retornar para resgatar seu irmão, mas não consegue e ele morre. Mais tarde, membros do 51 e outros socorristas saúdam o irmão de Jimmy. Enquanto isso, Dawson continua a promover Louie. Enquanto está de licença médica, Otis encontra seu substituto temporário temendo que possa ser permanente. Além disso, Casey e Antonio brigam quando ele descobre que Casey não está ajudando Dawson. |              |                              |                    |                                                                                            |                         |                     |
| 92 | 23           | "Superhero"                  | Michael Brandt     | História por : Ian McCulloch & Michael A. O'Shea Roteiro por : Michael Brandt & Derek Haas | 17 de maio de 2016      | 7.91                |
| Borelli lida com as consequências da morte de seu irmão Danny e desconta em Boden. Enquanto isso, Dawson é forçada a encontrar um apartamento para que ela possa adotar Louie, Kidd continua a lidar com seu ex-marido. Além disso, Casey viaja para uma conferência de vereador e Otis retorna ao 51. Severide e Kidd voltam para o apartamento dela, mas não percebem que o ex-marido de Kidd está escondido lá com uma faca. |              |                              |                    |                                                                                            |                         |                     |

## Produção

### Casting
Em 21 de julho de 2015, foi anunciado que Steven R. McQueen se juntaria ao elenco recorrente da temporada, interpretando o novo canditado a bombeiro Jimmy Borelli. Em 28 do mesmo mês, Dora Madison, que interpretou Jessica "Chili" Chilton em 3 episódios da temporada passada, foi promovida ao elenco principal. Apesar da promoção, sua última aparição ocorreu em fevereiro de 2016, no episódio 14, "All Hard Parts". Quando perguntado pelo The Hollywood Reporter, o showrunner Matt Olmstead disse que não havia planos para Chili voltar, e que a decisão de retirá-la foi uma maneira de deixar os telespectadores atentos, pois "Você não pode simplesmente salvar os grandes momentos e partidas e entradas para personagens no episódio 1 e episódio 22", diz Olmstead. "Isso quase condiciona o público a ser como 'OK, vamos sintonizar para o primeiro episódio e sintonizar para o final, porque não vai acontecer muito no meio porque os escritores são muito tímidos para fazer qualquer tipo de movimento.'"

### Crossovers
Um crossover de três partes entre Chicago Fire, Chicago Med e Chicago P.D. foi ao ar em 5 e 6 de janeiro de 2016.

## Recepção

### Audiência
| №  | Título                       | Exibição original       | Rating/share (18–49) | Audiência (em milhões) | DVR (18–49) | Audiência em DVR (milhões) | Total (18–49) | Audiência total (em milhões) |
| -- | ---------------------------- | ----------------------- | -------------------- | ---------------------- | ----------- | -------------------------- | ------------- | ---------------------------- |
| 1  | "Let It Burn"                | 13 de outubro de 2015   | 1.8/6                | 7.37                   | 1.1         | 3.43                       | 2.9           | 10.80                        |
| 2  | "A Taste of Panama City"     | 20 de outubro de 2015   | 1.6/5                | 7.64                   | 1.3         | 3.80                       | 2.9           | 11.44                        |
| 3  | "I Walk Away"                | 27 de outubro de 2015   | 1.9/6                | 7.80                   | 1.2         | 3.91                       | 3.1           | 11.71                        |
| 4  | "Your Day Is Coming"         | 3 de novembro de 2015   | 1.8/6                | 8.11                   | 1.1         | 3.66                       | 2.9           | 11.77                        |
| 5  | "Regarding This Wedding"     | 10 de novembro de 2015  | 2.0/7                | 8.15                   | 1.2         | 3.59                       | 3.2           | 11.73                        |
| 6  | "2112"                       | 17 de novembro de 2015  | 1.9/6                | 7.95                   | 1.1         | 3.50                       | 3.0           | 11.45                        |
| 7  | "Sharp Elbows"               | 24 de novembro de 2015  | 1.8/6                | 7.34                   | 1.1         | 3.71                       | 2.9           | 11.05                        |
| 8  | "When Tortoises Fly"         | 1 de dezembro de 2015   | 1.9/6                | 8.62                   | 1.0         | 3.28                       | 2.9           | 11.90                        |
| 9  | "Short and Fat"              | 8 de dezembro de 2015   | 2.0/7                | 9.13                   | 1.1         | 3.50                       | 3.1           | 12.63                        |
| 10 | "The Beating Heart"          | 5 de janeiro de 2016    | 1.8/6                | 7.43                   | 1.1         | 3.79                       | 2.9           | 11.22                        |
| 11 | "The Path of Destruction"    | 19 de janeiro de 2016   | 1.8/6                | 8.16                   | 1.1         | 3.75                       | 2.9           | 11.91                        |
| 12 | "Not Everyone Makes It"      | 26 de janeiro de 2016   | 1.8/6                | 8.46                   | 1.0         | 3.34                       | 2.8           | 11.80                        |
| 13 | "The Sky Is Falling"         | 2 de fevereiro de 2016  | 1.8/6                | 8.18                   | 1.1         | 3.70                       | 2.9           | 11.88                        |
| 14 | "All Hard Parts"             | 9 de fevereiro de 2016  | 1.8/6                | 8.13                   | 1.0         | 3.38                       | 2.8           | 11.52                        |
| 15 | "Bad For the Soul"           | 16 de fevereiro de 2016 | 1.6/5                | 7.53                   | 1.0         | 3.64                       | 2.6           | 11.17                        |
| 16 | "Two T's"                    | 23 de fevereiro de 2016 | 1.6/5                | 7.80                   | 1.1         | 3.61                       | 2.7           | 11.41                        |
| 17 | "What Happened to Courtney"  | 29 de março de 2016     | 1.7/6                | 8.66                   | 1.1         | 3.61                       | 2.8           | 12.27                        |
| 18 | "On the Warpath"             | 5 de abril de 2016      | 1.5/5                | 7.68                   | 1.1         | 3.79                       | 2.6           | 11.47                        |
| 19 | "I Will Be Walking"          | 19 de abril de 2016     | 1.7/6                | 8.17                   | 1.0         | 3.62                       | 2.7           | 11.79                        |
| 20 | "The Last One for Mom"       | 26 de abril de 2016     | 1.7/6                | 8.22                   | 1.0         | 3.48                       | 2.7           | 11.64                        |
| 21 | "Kind of a Crazy Idea"       | 3 de maio de 2016       | 1.6/5                | 7.79                   | 1.0         | 3.39                       | 2.6           | 11.18                        |
| 22 | "Where the Collapse Started" | 10 de maio de 2016      | 1.6/6                | 7.98                   | 1.0         | 3.55                       | 2.6           | 11.53                        |
| 23 | "Superhero"                  | 17 de maio de 2016      | 1.7/6                | 7.91                   | 1.0         | 3.61                       | 2.7           | 11.52                        |

## Lançamento em DVD
| Chicago Fire – Season Four                                                                             | | | | | |
| Detalhes do DVD                                                                                        | Detalhes do DVD                                                                                        | Detalhes do DVD                                                                                        | Características Especiais | Características Especiais | Características Especiais |
| - 23 episódios - 6 discos - Áudio em Inglês (Dolby Digital 5.1 Surround) - Legendas: Inglês e Espanhol | - 23 episódios - 6 discos - Áudio em Inglês (Dolby Digital 5.1 Surround) - Legendas: Inglês e Espanhol | - 23 episódios - 6 discos - Áudio em Inglês (Dolby Digital 5.1 Surround) - Legendas: Inglês e Espanhol | - Bastidores - Episódio crossover com Chicago Med: - "Malignant" - Parte dois do crossover de três partes que começa em "The Beating Heart". - Episódio crossover com Chicago P.D.: - "Now I'm God" - Parte três do crossover de três partes que começa em "The Beating Heart". | - Bastidores - Episódio crossover com Chicago Med: - "Malignant" - Parte dois do crossover de três partes que começa em "The Beating Heart". - Episódio crossover com Chicago P.D.: - "Now I'm God" - Parte três do crossover de três partes que começa em "The Beating Heart". | - Bastidores - Episódio crossover com Chicago Med: - "Malignant" - Parte dois do crossover de três partes que começa em "The Beating Heart". - Episódio crossover com Chicago P.D.: - "Now I'm God" - Parte três do crossover de três partes que começa em "The Beating Heart". |
| Datas de lançamento                                                                                    | | | | | |
| Região 1                                                                                               | Região 1                                                                                               | Região 2                                                                                               | Região 2 | Região 4 | Região 4 |
| 30 de agosto de 2016                                                                                   | 30 de agosto de 2016                                                                                   | 7 de novembro de 2016                                                                                  | 7 de novembro de 2016 | 22 de março de 2017 | 22 de março de 2017 |